# Dãy núi Trường Bạch

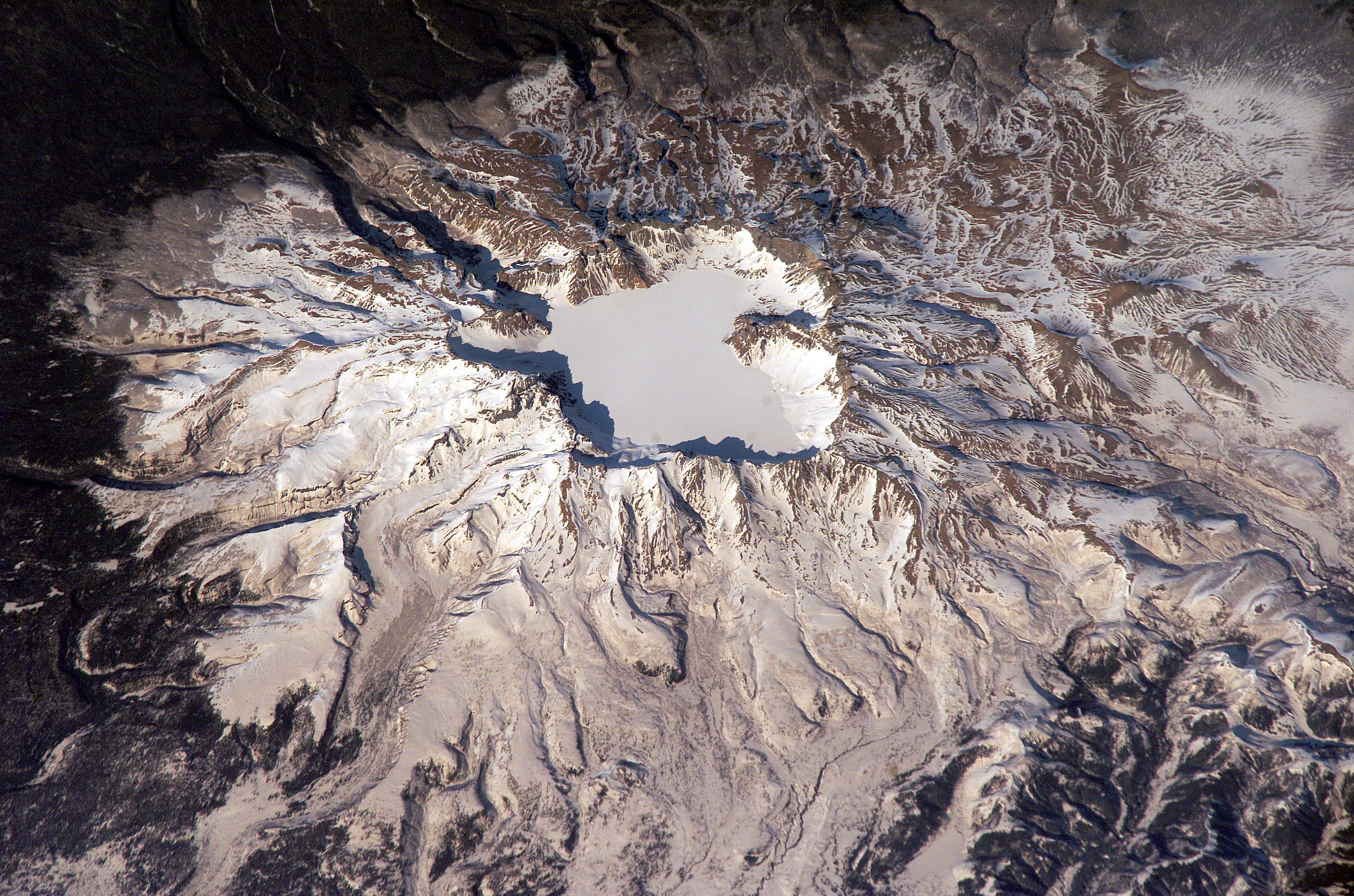
Miệng núi lửa trên dãy Trường Bạch

Dãy núi Trường Bạch hay dãy núi Bạch Đầu là một dãy núi ở Trung Quốc và Triều Tiên.
Hiểu theo phạm vi rộng, dãy núi bao gồm các vùng núi ở các tỉnh Đông Bắc của Trung Quốc: Hắc Long Giang, Cát Lâm và Liêu Ninh đến các tỉnh của Triều Tiên Ryanggang và Chagang. Hiểu theo phạm vi hẹp, dãy núi Trường Bạch là ngọn núi ở biên giới giữa hai nước trên, tại vị trí 41°41' đến 42°51' độ vĩ bắc và 127°43' đến 128°16' độ kinh đông.
Phần lớn các đỉnh núi cao hơn 2.000 m với đỉnh cao nhất là núi Trường Bạch cao 2749 m so với mực nước biển (độ cao tuyệt đối). Đỉnh cao nhất bên lãnh thổ Trung Quốc là đỉnh Bạch Vân cao 2691 m.
Dãy núi này là nơi sinh huyền thoại của Bukūri Yongšon, tổ tiên của Nỗ Nhĩ Cáp Xích (Nurhaci) và dòng họ hoàng gia Ái Tân Giác La (Aisin Gioro), những người sáng lập ra nước Mãn Châu và nhà Thanh.
Khu bảo tồn thiên nhiên Trường Bạch được thành lập năm 1960, là một khu dự trữ sinh quyển thế giới.